# دنيس بايرون
دنيس بايرون (بالإنجليزية: Sir Dennis Byron)‏ هو قاضي دومينيكاوي، ولد في 4 يوليو 1943.